# Famille de Valon
Pour les articles homonymes, voir Valon.
La famille de Valon est une famille éteinte de la noblesse française qui était d'ancienne extraction noble, originaire du Quercy, Limousin et Auvergne. Elle s'est distinguée par les fonctions politiques occupées par ses membres.
Elle a été illustrée par Louis de Valon du Boucheron, membre de la Chambre des Pairs (1771-1844).
Elle ne doit pas être confondue avec d’autres familles homonymes actuellement subsistantes.

## Histoire
La famille de Valon était présente dans le Quercy, le Limousin, l'Auvergne. On trouve un chevalier croisé en 1248 portant le nom de Valon.
La filiation n'est toutefois prouvée que depuis Bernard de Valon en 1399 pour la branche de Valon du Boucheron qui sera appelée comme telle à partir de son arrière-petit-fils Bertrand. Cette branche se divisera elle-même en 2 branches : celle d'Ambrugeac et celle de Saint-Hippolyte.
La frère de Bernard, Raymond, sera l'auteur de la branche aînée de Valon qui s'éteindra plus tard.[réf. nécessaire]
La branche cadette d'Ambrugeac sera admise aux honneurs de la Cour comme ancienne et noble famille en 1785.[réf. nécessaire]
La branche cadette de Saint-Hippolyte sera admise aux honneurs de la Cour  pour les mêmes raisons en 1786.
Cette famille aurait donné également une troisième branche, celle de Gigonzac-Saint-Amarand, toujours subsistante qui ne fut pas maintenue en 1666 et ne semble pas avoir comparu en 1789. Woëlmont estime que son rattachement n’est pas prouvé.

## Personnalités

### Branche de Valon du Boucheron d'Ambrugeac
- Alexandre-Charles-Louis de Valon du Boucheron d'Ambrugeac (1770-1843), militaire, chef chouan, émigré qui a servi dans l'armée des princes ;
- Louis-Alexandre-Marie de Valon du Boucheron d'Ambrugeac (1771-1844), homme politique, membre de la chambre des pairs, député français, frère du précédent.

### Branche de Valon du Boucheron de Saint-Hippolyte
- Antoine de Valon (1783-1848), homme politique, député français ;
- Louis Alexis de Valon (1810-1887), homme politique, député français, fils du précédent ;
- Alexis de Valon (1818-1851), archéologue, voyageur et écrivain, frère du précédent.

## Titres et armoiries

### Branche aînée de Valon

#### Titres
Seigneur de Thegra, de Gigouzac...

### Branche cadette de Valon du Boucheron

#### Titres
- Comte d'Ambrugeac (23 décembre 1823)[2]
- Comte-Pair (lettres patentes du 23 décembre 1823)[2]
- Baron de Termes
- Seigneur du Puy-Duprat, de Champier, du Boucheron, de Gigouzac, de Biollet, de Saint-Hippolyte...

#### Liste des comtes d'Ambrugeac
1. 1823-1844 : Louis Alexandre Marie Valon du Boucheron d’Ambrugeac (1771-1844), 1er comte d'Ambrugeac (1823), homme politique, fils de Gabriel de Valon, comte d'Ambrugeac.
2. 1844-1898 : Charles de Valon du Boucheron d'Ambrugeac (1816-1898), 2e comte d'Ambrugeac, homme politique, fils du précédent.

Charles de Valon n'ayant eu que 4 filles, le titre de comte d'Ambrugeac s'est éteint à sa mort.

### Armoiries

#### Branche aînée de Valon
« Écartelé d'or et de gueules. »

#### Branche cadette de Valon du Boucheron
« Écartelé : aux 1 et 4 contre-écartelé d'or et de gueules ; aux 2 et 3 d'or à trois lionceaux de gueules. »

## Généalogie

### Branche aînée
- Pierre Stephani de Valon, sgr de Gigouzac X Cécile de Valon
  - Raymond de Valon, sgr de Thegra X (1380) Valérie Bonafos
    - Jean de Valon, sgr de Gigouzac X (1398) Antoinette de Miers
      - Adhémar de Valon X Marguerite de Guiscard
        - Antoine de Valon X Jeanne de Roquemaurel
          - Pierre de Valon X Marguerite de Saint-Exupéry
            - Catherine de Valon X (1556) Rigaud de Pestels
            - Gilles de Valon X Marie Ricard de Genouillac
              - Jeanne de Valon (1542-1605) X (1560) Antoine de Gozon (?-1574)

        - Pierre de Valon X Catherine du Bosc
          - Jeanne de Valon X Jean de Grelon, sgr de La Salle

  - Bernard de Valon X Florence de Neuvic de Champiers
    - Branche cadette de Valon

### Branche cadette de Valon du Boucheron d'Ambrugeac
- Guérin de Valon, sgr de Champiers (?-1457) X (1400) Philippie Mourini
  - Geneviève de Valon X Jean de Loubartès
  - Marguerite de Valon X Aymeric de La Tour, sgr de Vernéjoux
  - Jacques de Valon, sgr de Gigouzac X (1453) Huguette de Beynette, dame d'Ambrugeac et de Saint-Hippolyte
    - Bertrand du Valon du Boucheron, sgr d'Ambrugeac X Marguerite de Turenne
      - François de Valon du Boucheron, sgr du Boucheron X (1508) Gasparde de Rochefort
        - Léonnet de Valon du Boucheron, sgr du Boucheron ✕ (1526) Lucques de Montclar
          - François de Valon du Boucheron, sgr d'Ambrugeac X (1579) Suzanne de Rochefort de Saint-Angel
            - Jean de Valon du Boucheron, sgr d'Ambrugeac X (1605) Catherine de Soudeilles
              - Gilbert de Valon du Boucheron, comte d'Ambrugeac X  (1640) Gabrielle Le Loup
                - Charles de Valon du Boucheron d'Ambrugeac, comte d'Ambrugeac X (1668) Marie de Chauvigny de Blot (?-1699)
                  - François de Valon du Boucheron, comte d'Ambrugeac X (1701) Rose de Bessuéjouls
                    - Jacques de Valon du Boucheron d'Ambrugeac, comte d'Ambrugeac X (1727) Louise de Ranconnet
                      - Gabriel de Valon du Boucheron d'Ambrugeac, comte d'Ambrugeac (?-1806) X (1766) Louise von Erlach
                        - Alexandre-Charles-Louis de Valon du Boucheron d'Ambrugeac, comte d'Ambrugeac (1770-1843) X Constance-Thérèse de Vimeur de Rochambeau (1784-1866)
                        - Louis Alexandre Marie de Valon du Boucheron d'Ambrugeac, comte d'Ambrugeac (1771-1844) X Alexandrine-Marie de Marbeuf (1784-1867)
                          - Laurence de Valon du Boucheron d'Ambrugeac (1808-?) X  (1832) Ernst Heinrich Fidel von Thuillières (1788-1855)
                          - Charles de Valon du Boucheron d'Ambrugeac, comte d'Ambrugeac (1816-1898) X (1846) Thomine du Cambout de Coislin (1829-1905)
                            - Marie-Louise de Valon du Boucheron d'Ambrugeac (1848-?) X Frédéric de Tusseau, vicomte de Tusseau (1843-1916)
                            - Louis-Adolphe de Valon du Boucheron d'Ambrugeac (1849-1856)
                            - Anne de Valon du Boucheron d'Ambrugeac (1857-1940) X Gustave Briot de La Mallerie (1838-1914)
                            - Berthe de Valon du Boucheron d'Ambrugeac (1859-1900) X (1885) Arthur Dufresne de Saint-Léon, vicomte de Saint-Léon (1858-1933)
                            - Huguette de Valon du Boucheron d'Ambrugeac (?-1868)':

                      - Joseph de Valon du Boucheron d'Ambrugeac X (1801) Marie de Douhet de La Fontête

              - Gilbert de Valon du Boucheron, comte d'Ambrugeac X (1648) Gilberte de Charlus de La Borde
                - Branche cadette de Valon du Boucheron de Saint-Hippolyte
                - Gabrielle de Valon du Boucheron X (1670) Antoine de Montrognon de Salvert, sgr de Vergheas
                - Marie-Félix de Valon du Boucheron (?-1727) X Pierre de Mascon (1648-?)

            - Jean de Valon du Boucheron, sgr d'Ambrugeac X Charlotte de La Roche-Aymon
            - Isabeau de Valon du Boucheron (?-1650) X (1622) Jean de Servières, sgr de Couronnet (1600-1669)

### Branche cadette de Valon du Boucheron de Saint-Hippolyte
- Gilbert de Valon du Boucheron de Saint-Hippolyte, sgr de Chalussit X (1687) Jacquette d'Odet
  - Jacques de Valon du Boucheron de Saint-Hippolyte X (1729) Jeanne de Rabanide
    - Jean de Valon du Boucheron de Saint-Hippolyte X Marie-Anne de Lentilhac
      - Joseph-Sylvestre de Valon du Boucheron de Saint-Hippolyte, comte de Valon (1783-1848) X (1809) Anne de Gaudechart (1792-1866)
        - Louis Alexis de Valon, comte de Valon (1810-1887) X (1840) Louise de Saint-Cricq (?-1843) puis marié à Apollonie de La Rochelambert en 1846
          - Bertrand de Valon, comte de Valon (1851-1933) X Élisabeth Barrachin (1856-?) puis marié à Madeleine Dornier en 1926
          - René de Valon, comte de Valon (1853-1940) X (1883) Hélène Dufresne de Saint-Léon (1861-?) puis marié à Marthe Chainel de Nodi en 1931
          - Apollonie de Valon du Boucheron de Saint-Hippolyte (1847-?) X (1869) Gaston de Castelbajac

        - Alexis de Valon, vicomte de Valon (1818-1851) X (1847) Cécile Delessert

      - Marie-Françoise de Valon du Boucheron de Saint-Hippolyte (1787-1835) X (1812) Joseph de Lespinasse de Peybere (1785-1845)
      - Marie-Louise de Valon du Boucheron de Saint-Hippolyte (1798-?) X François de Braquilanges (1785-?)

## Alliances
Les principales alliances de la famille sont : Bonafos (1380), de Miers (1398), Mourini (1400), de Beynette (1453), de Rochefort (1508), de Montclar (1526), de Pestels (1556), de Gozon (1560), de Rochefort de Saint-Angel (1579), de Soudeilles (1605), de Servières (1622), Le Loup (1640), de Charlus de La Borde (1648), de Chauvigny de Blot (1668), de Montrognon de Salvert (1670), d'Odet (1687), de Bessuéjouls (1701), de Ranconnet (1727), de Rabanide (1729), von Erlach (1766), de Douhet de La Fontête (1801), de Gaudechart (1809), de Lespinasse de Peybere (1812), von Thuillières (1832), de Saint-Cricq (1840), du Cambout de Coislin (1846), La Rochelambert (1846), Delessert (1847), de Castelbajac (1869), Dufresne de Saint-Léon (1883, 1885), Dornier (1926), Chainel de Nodi (1931), Barrachin, du Bosc, de Braquilanges, Briot de La Mallerie, de Grelon, de Guiscard, de La Roche-Aymon, de La Tour, de Lentilhac, de Loubartès, de Marbeuf, de Mascon, de Neuvic de Champiers, Ricard de Genouillac, de Roquemaurel, de Saint-Exupéry, de Turenne, de Tusseau, de Vimeur de Rochambeau.